# Cumbre del G-20 de Osaka

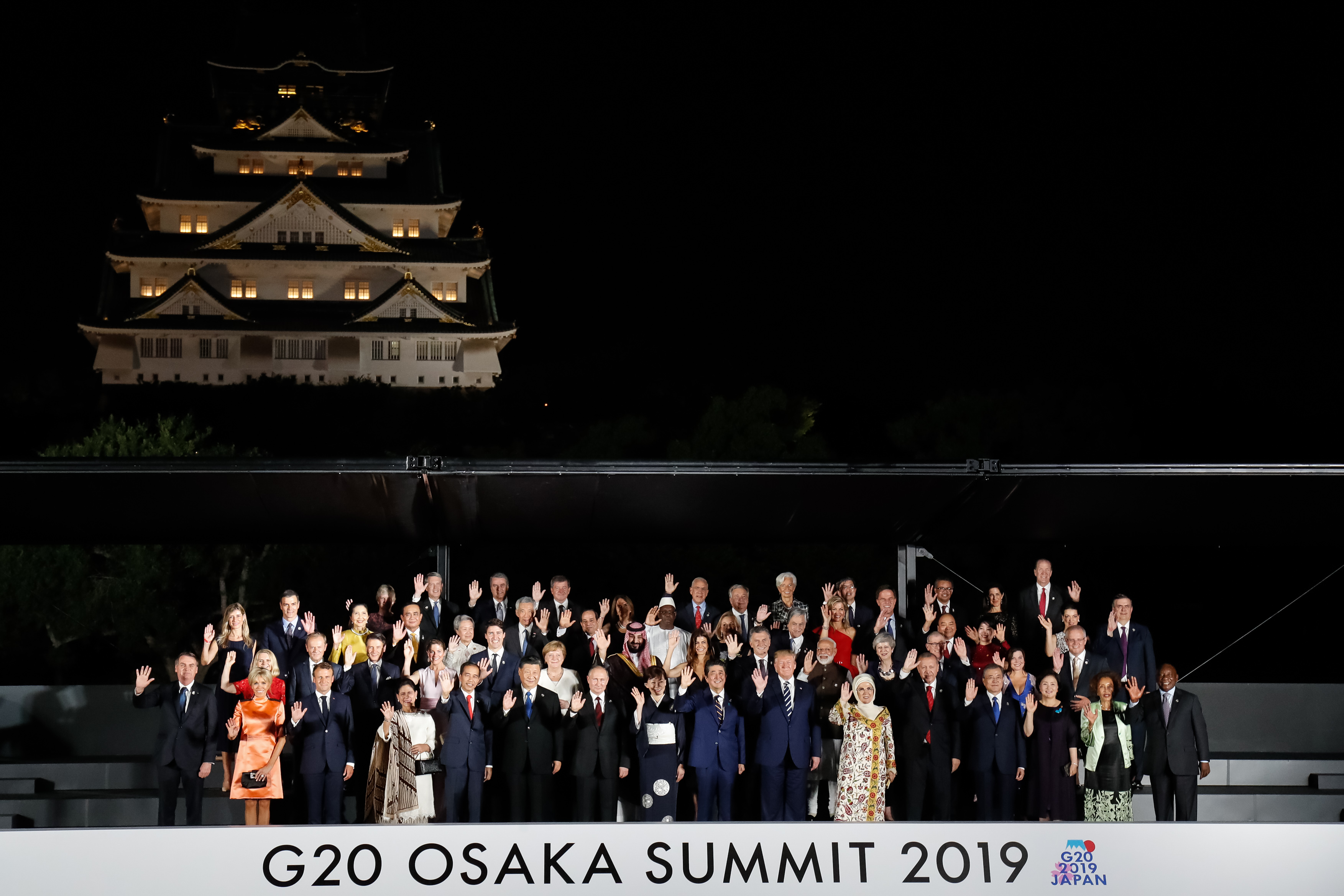
Castillo de Osaka

La cumbre del G-20 de Osaka fue la decimocuarta reunión del G20. Se llevó a cabo los días 28 y 29 de junio del 2019 en Osaka.
Es la primera cumbre del G20 que se celebra en Japón.

## Líderes participantes

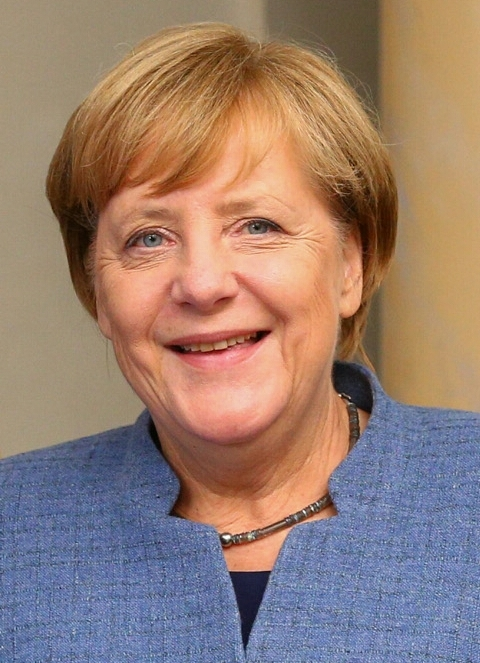
DEU Angela Merkel, Canciller
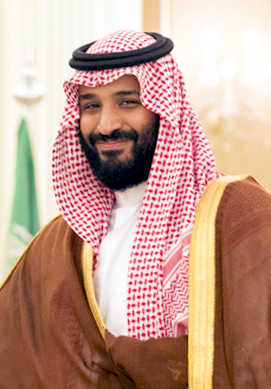
SAU Mohamed bin Salmán, Príncipe Heredero
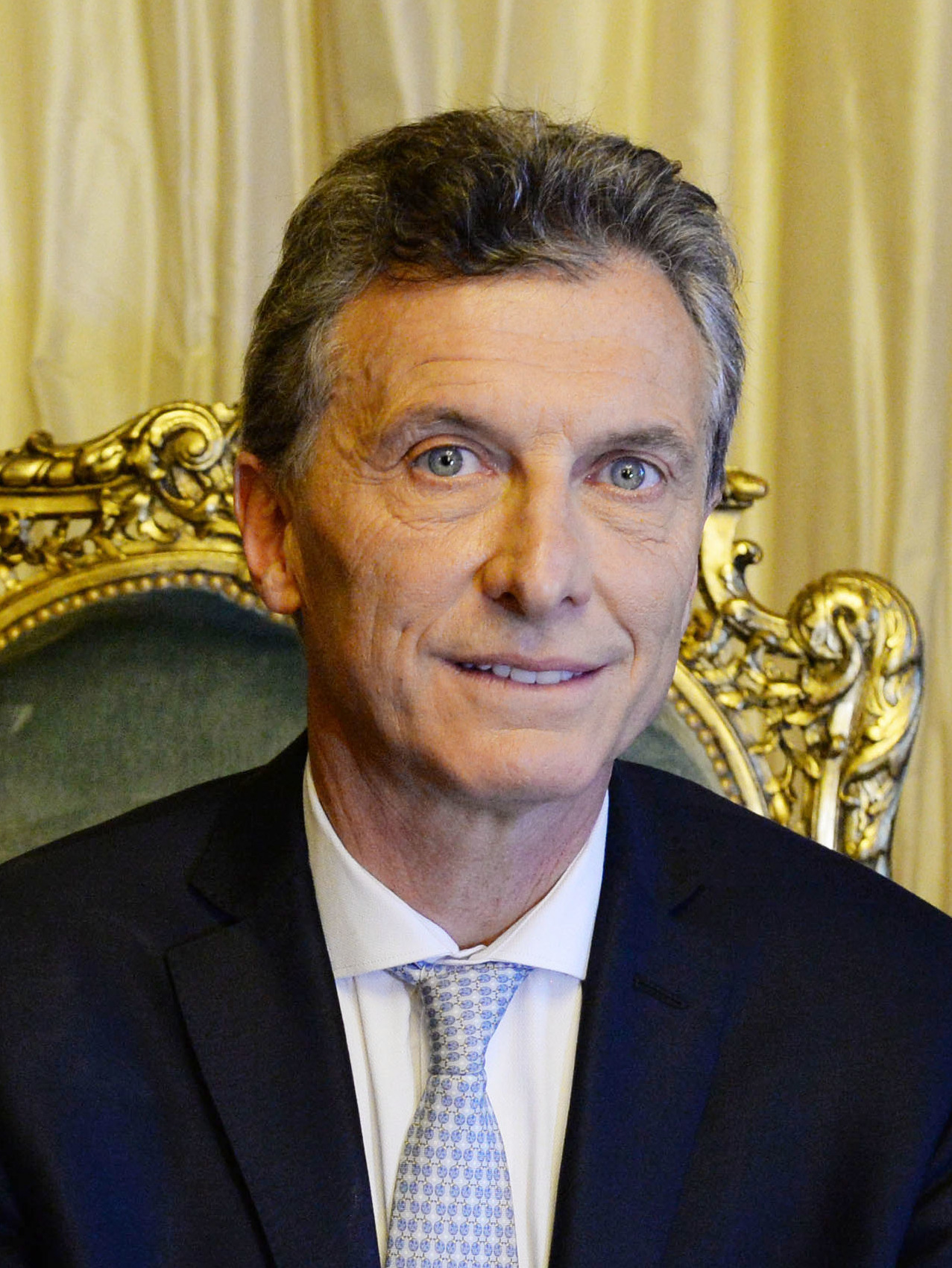
ARG Mauricio Macri, Presidente
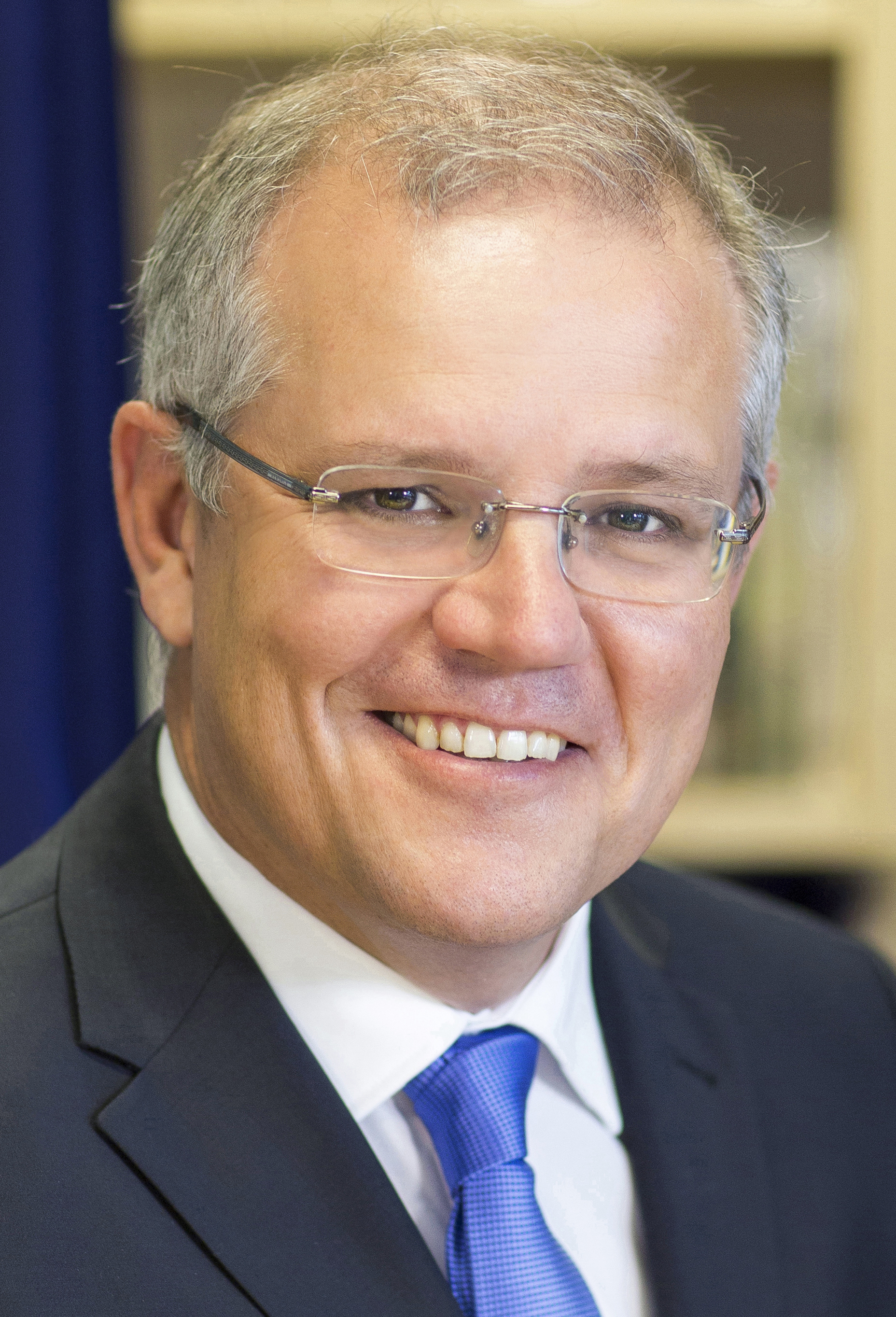
AUS Scott Morrison, Primer Ministro
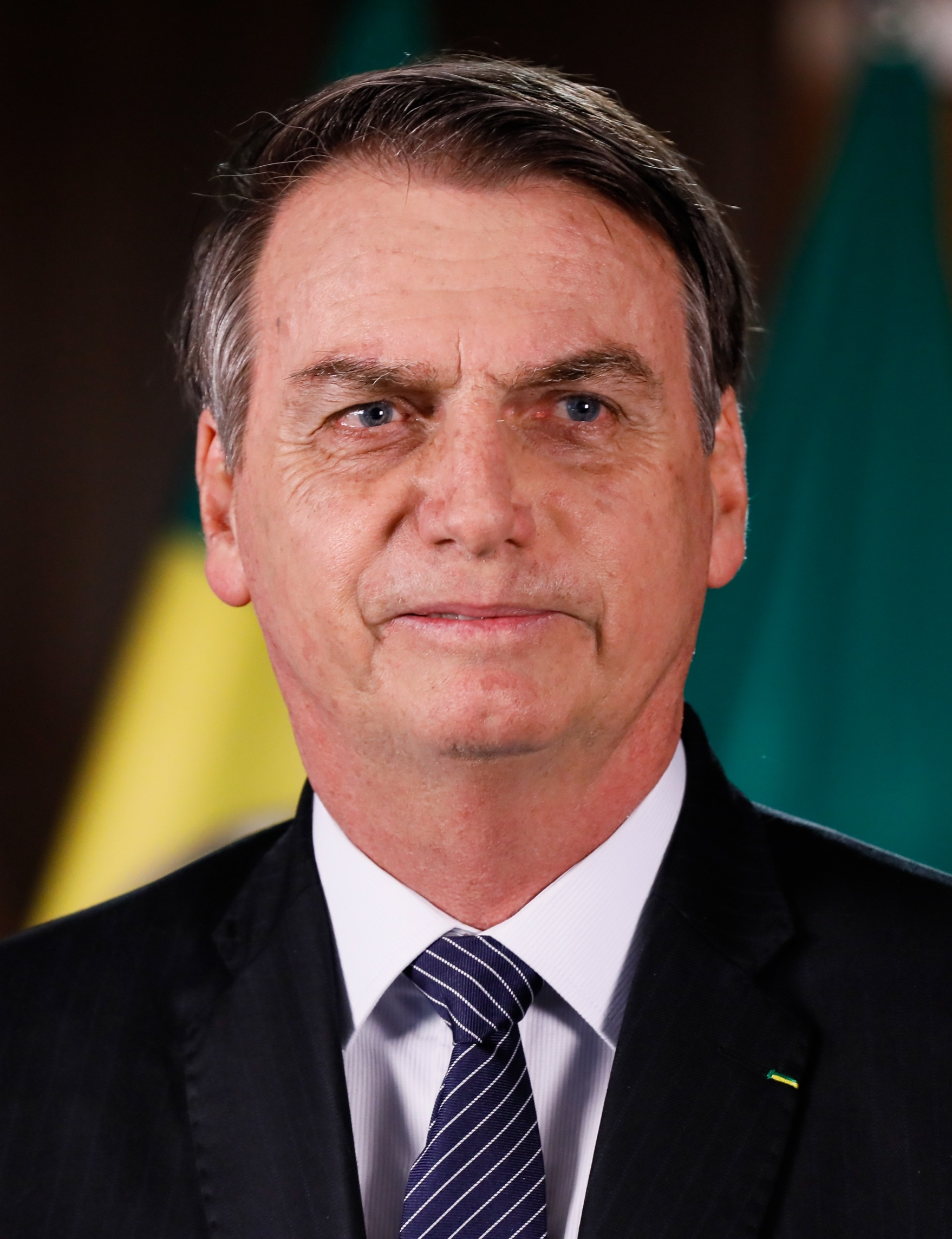
BRA Jair Bolsonaro, Presidente
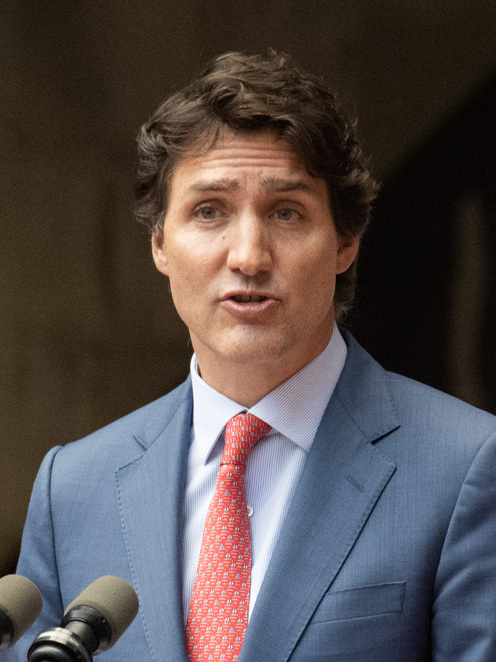
CAN Justin Trudeau, Primer Ministro
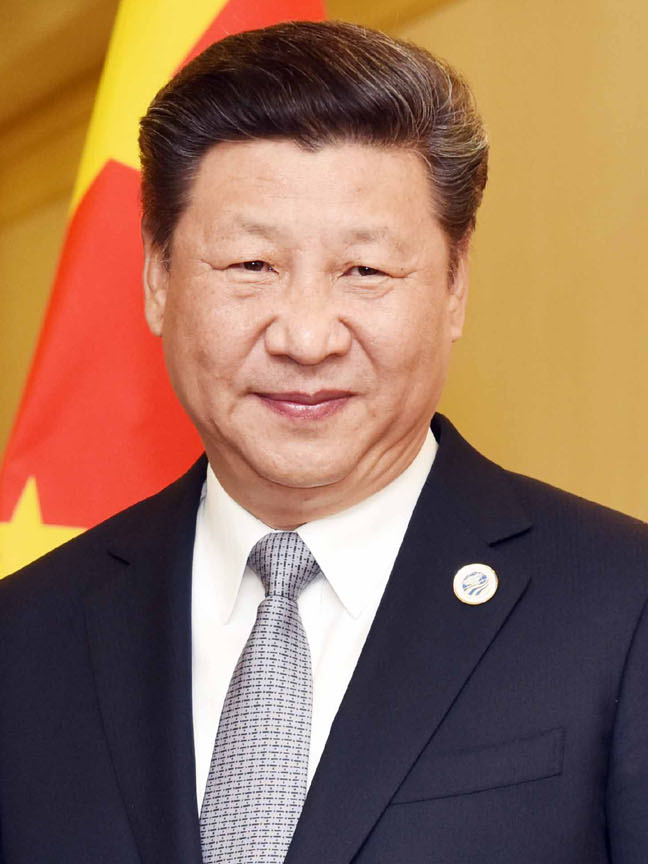
CHN Xi Jinping, Presidente
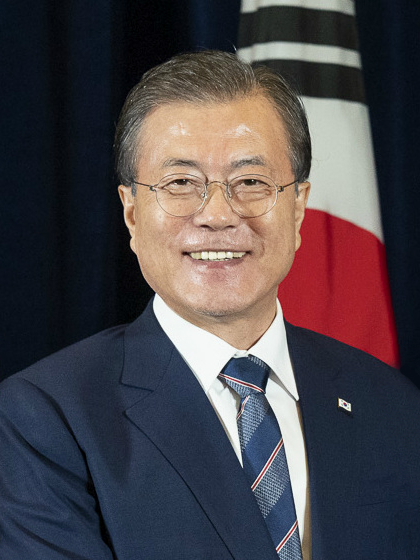
KOR Moon Jae-in, Presidente
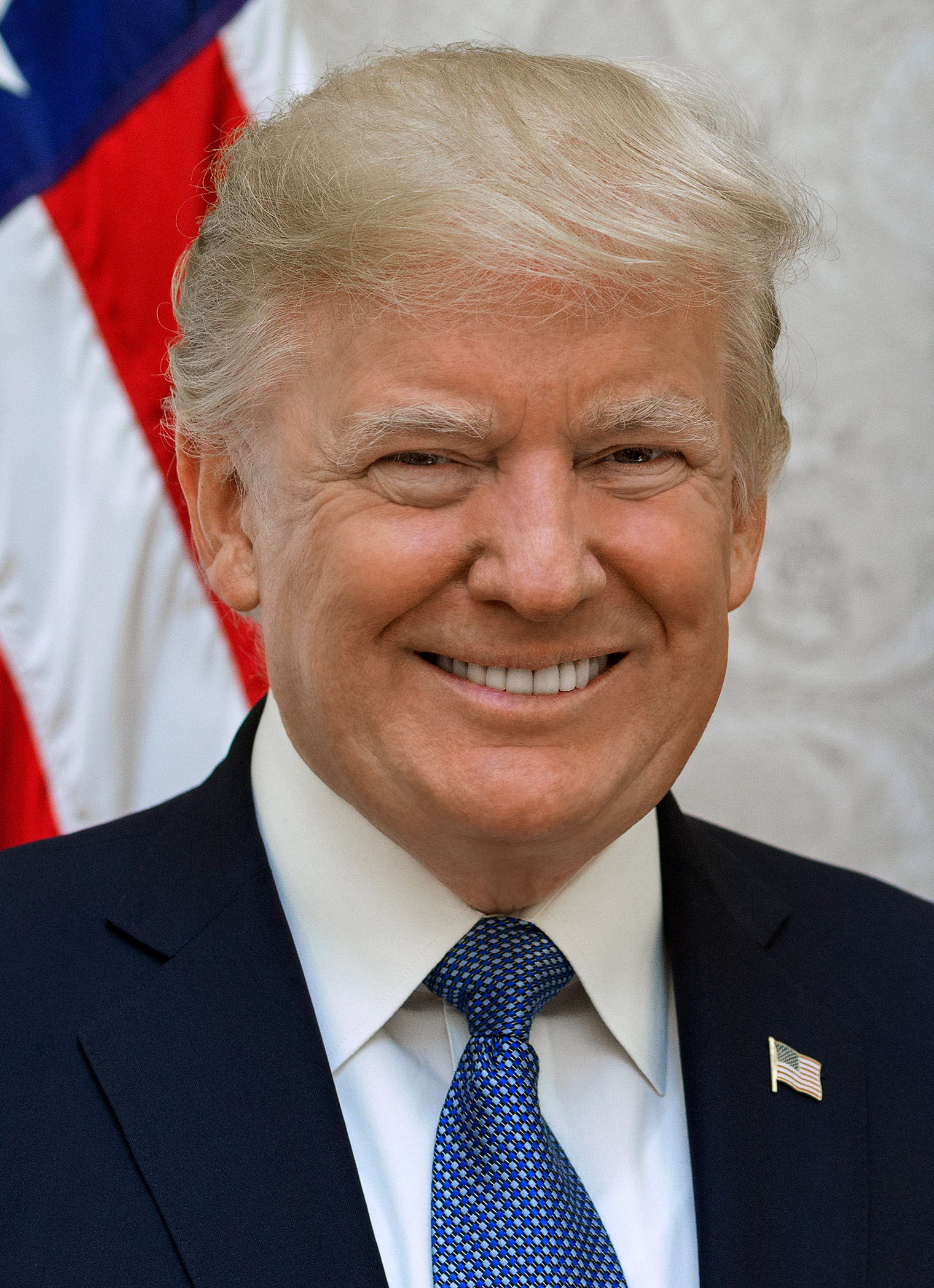
USA Donald Trump, Presidente
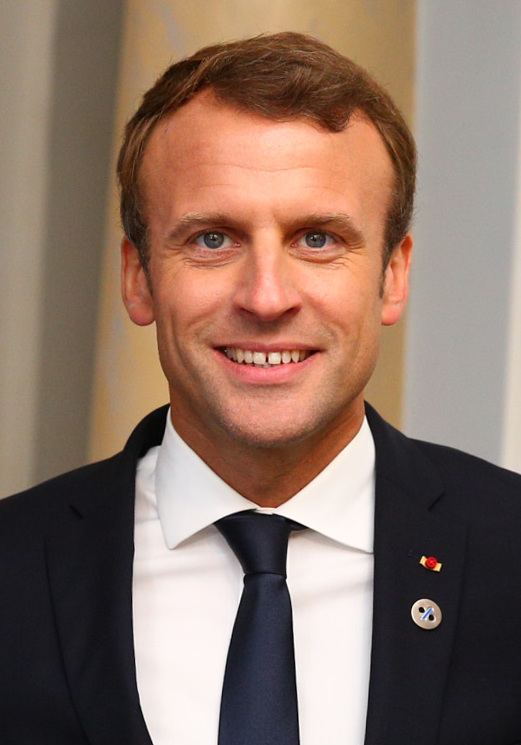
FRA Emmanuel Macron, Presidente
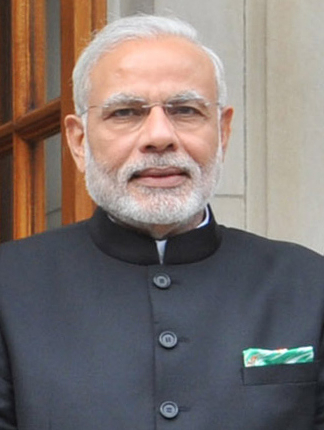
IND Narendra Modi, Primer Ministro
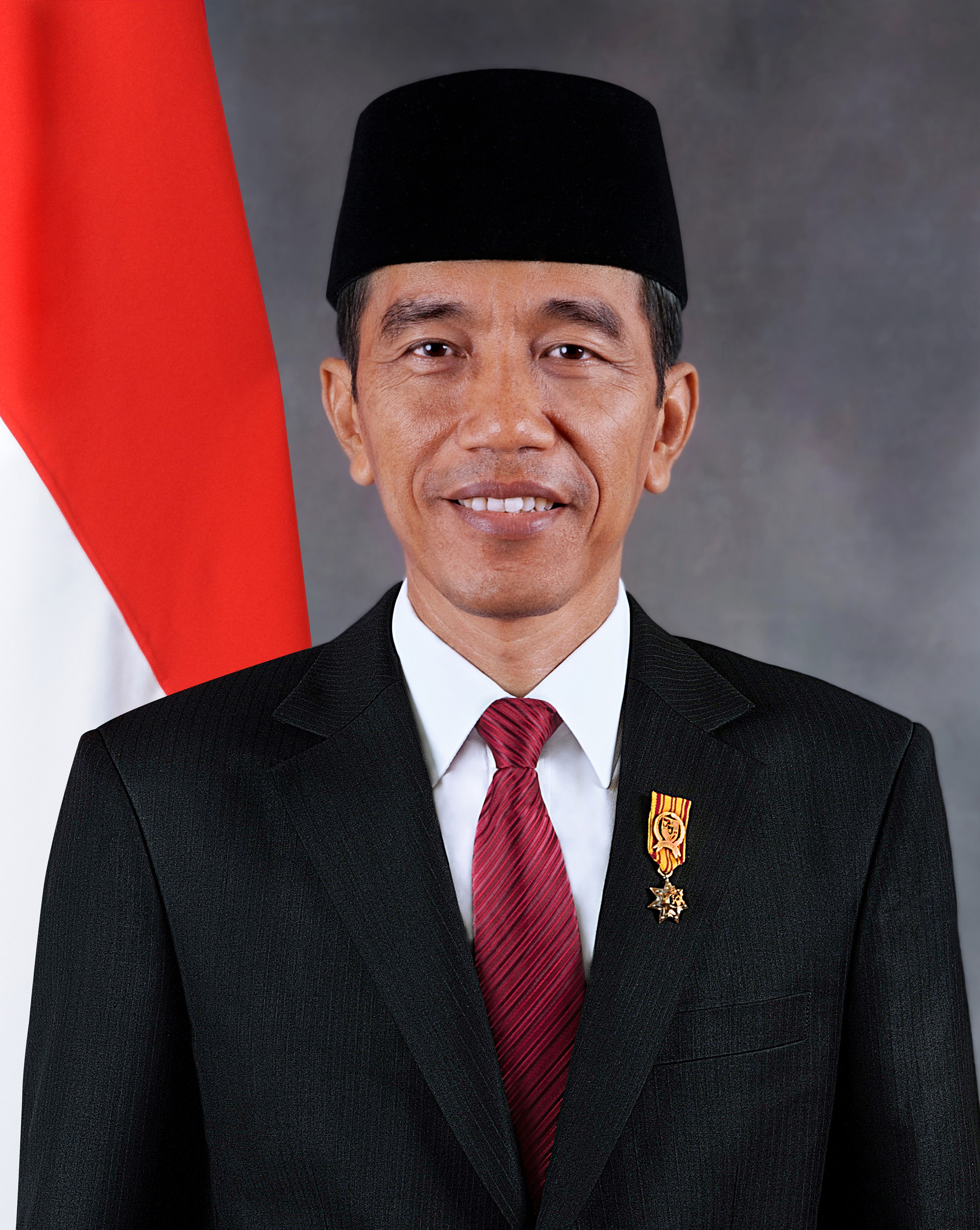
IDN Joko Widodo, Presidente
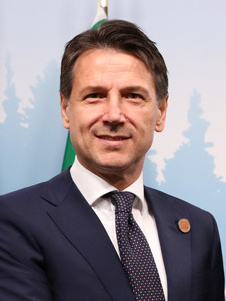
ITA Giuseppe Conte, Primer Ministro
JPN Shinzō Abe, Primer Ministro (Anfitrión)
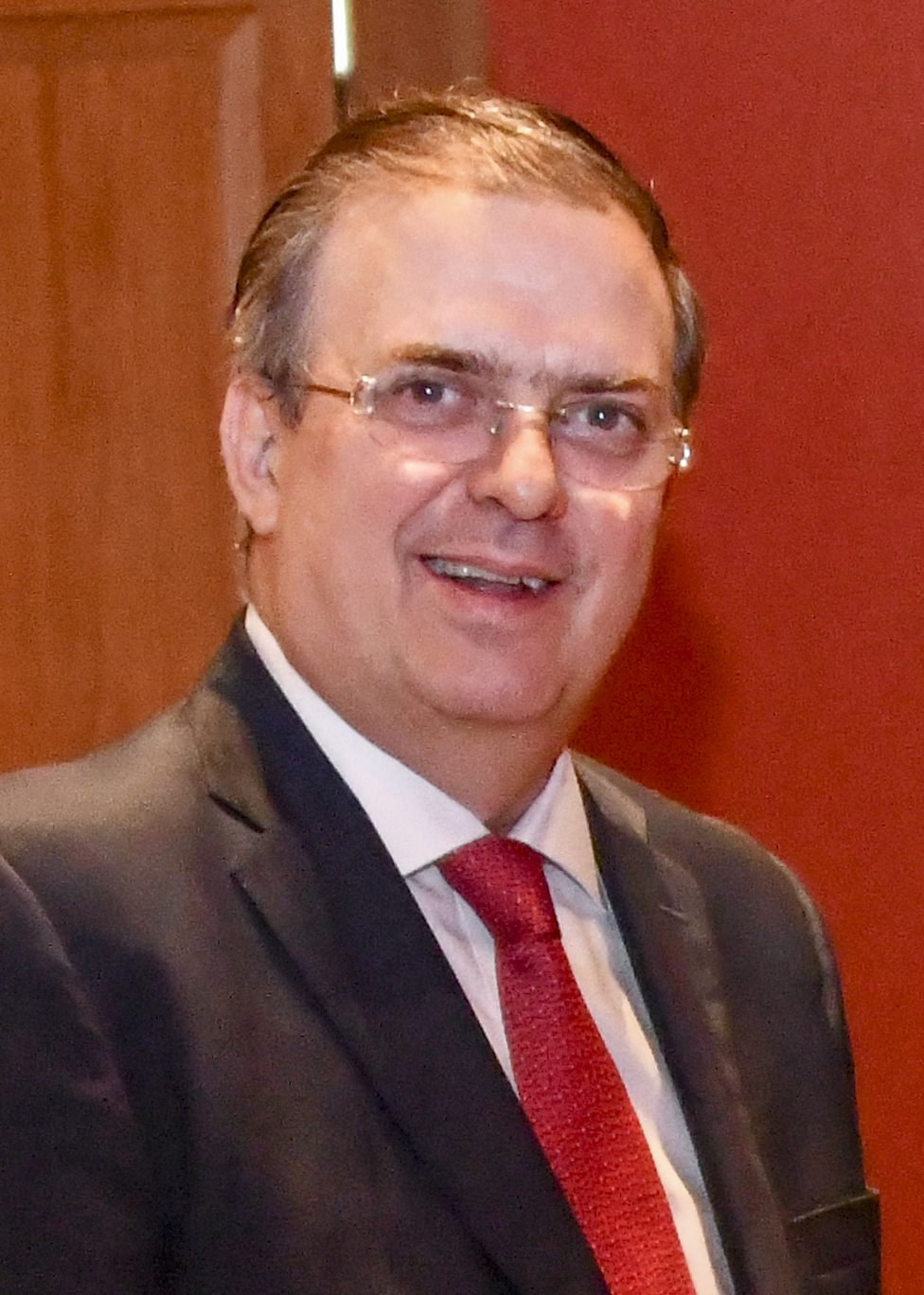
MEX Marcelo Ebrard, Secretario de Relaciones Exteriores
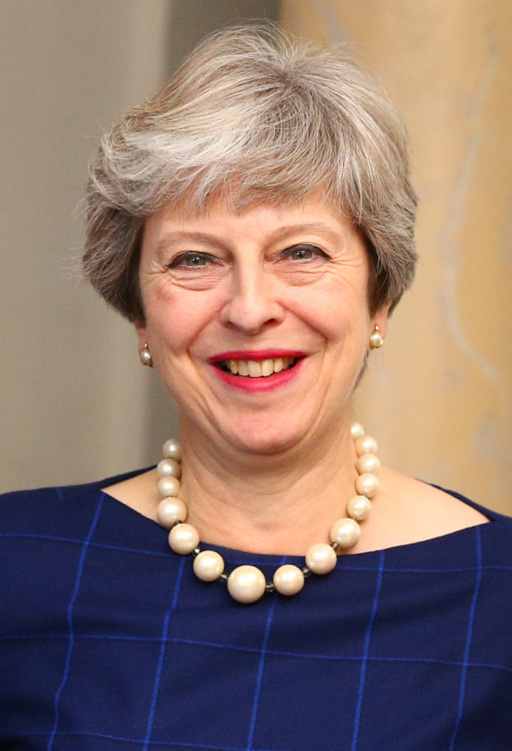
GBR Theresa May, Primera Ministra
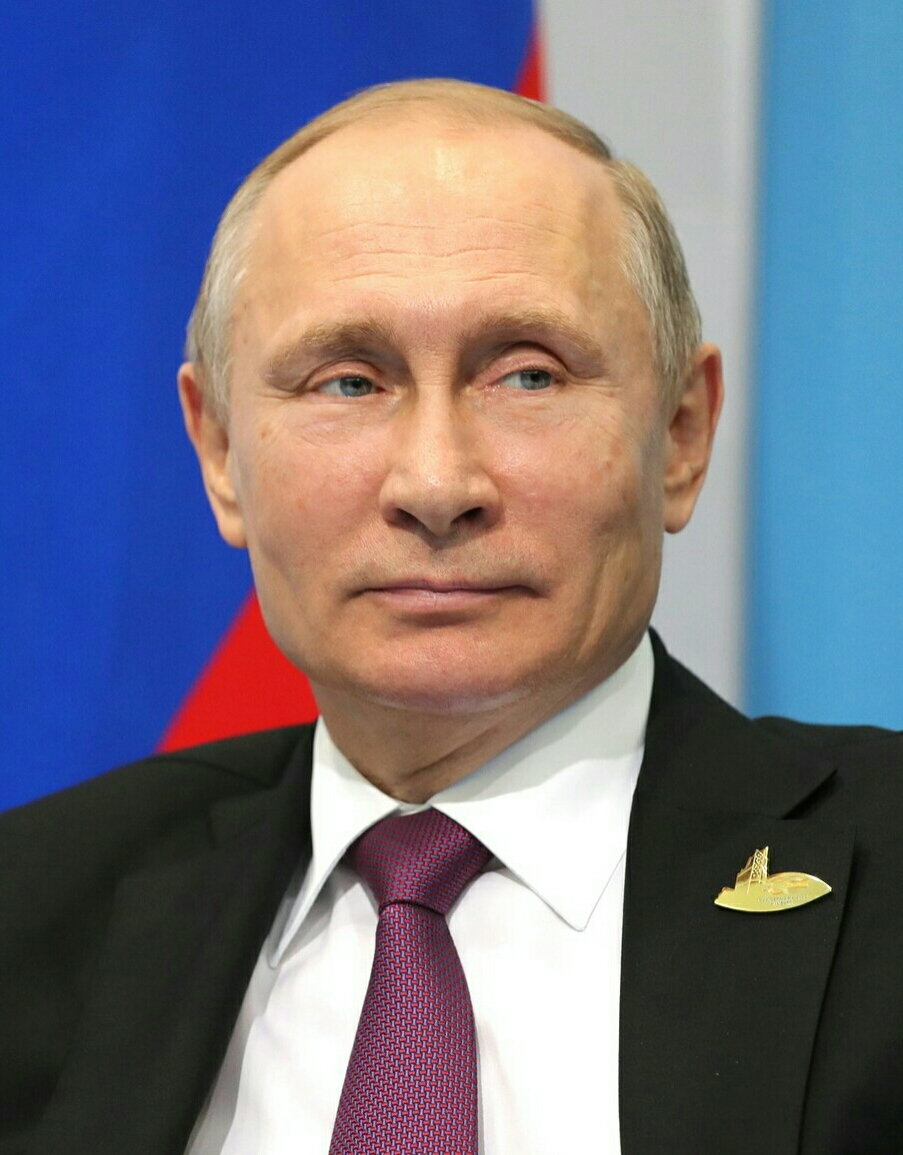
RUS Vladimir Putin, Presidente
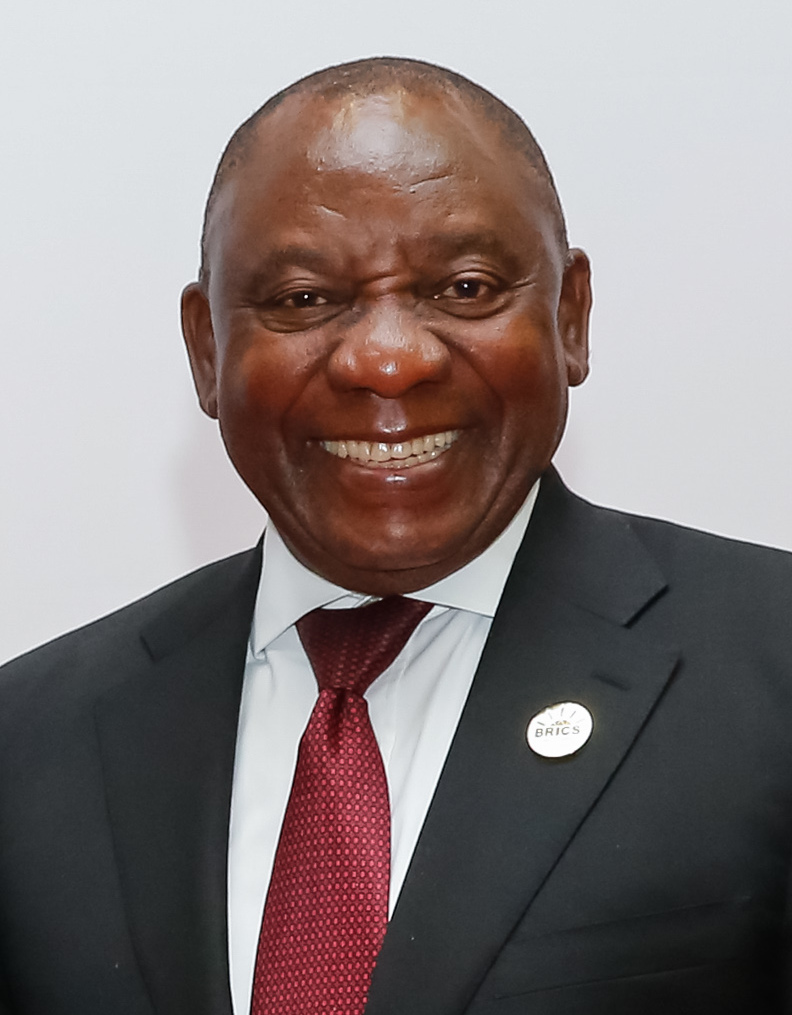
RSA Cyril Ramaphosa, Presidente
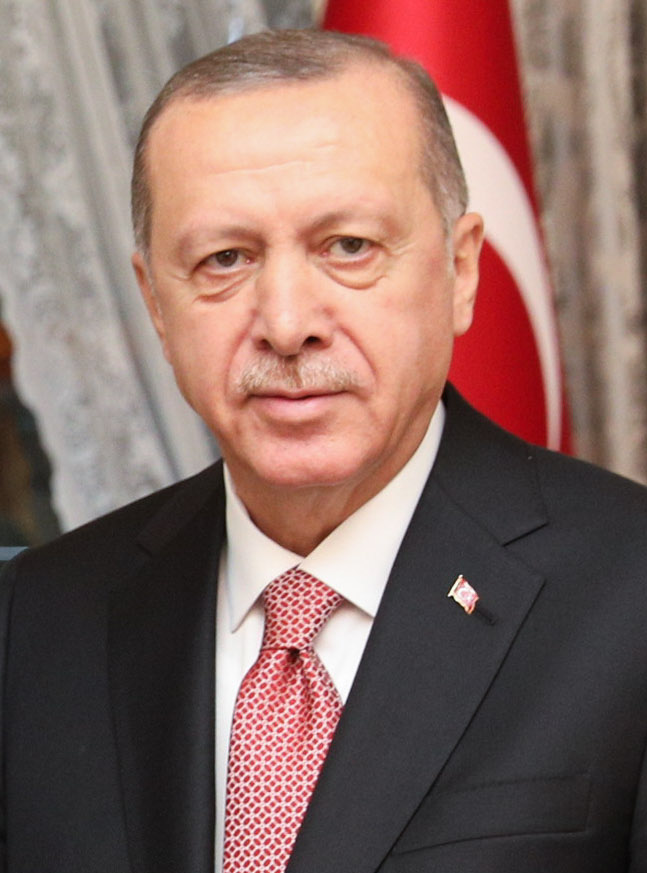
TUR Recep Tayyip Erdoğan, Presidente
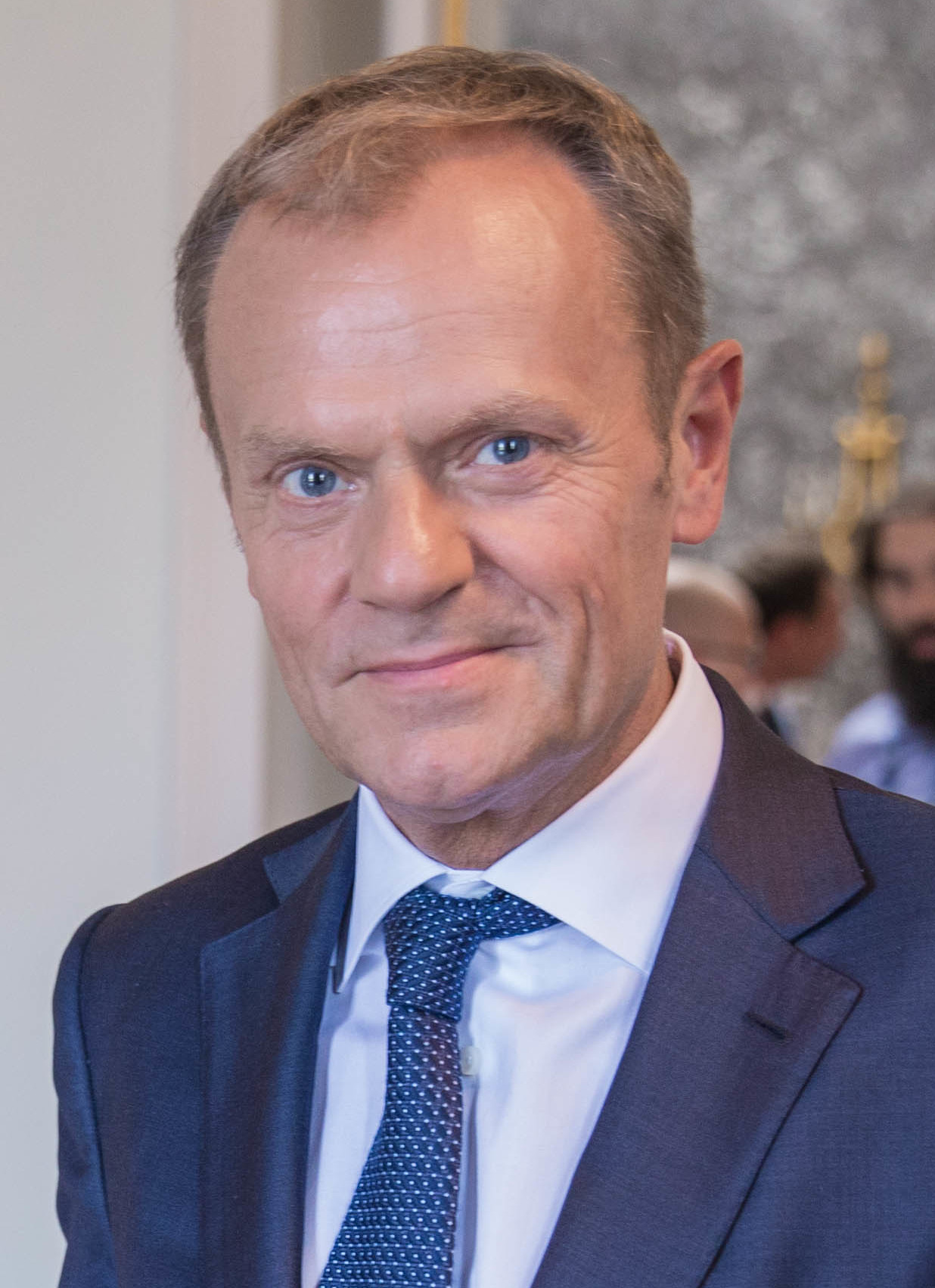
' Donald Tusk, Presidente del Consejo Europeo
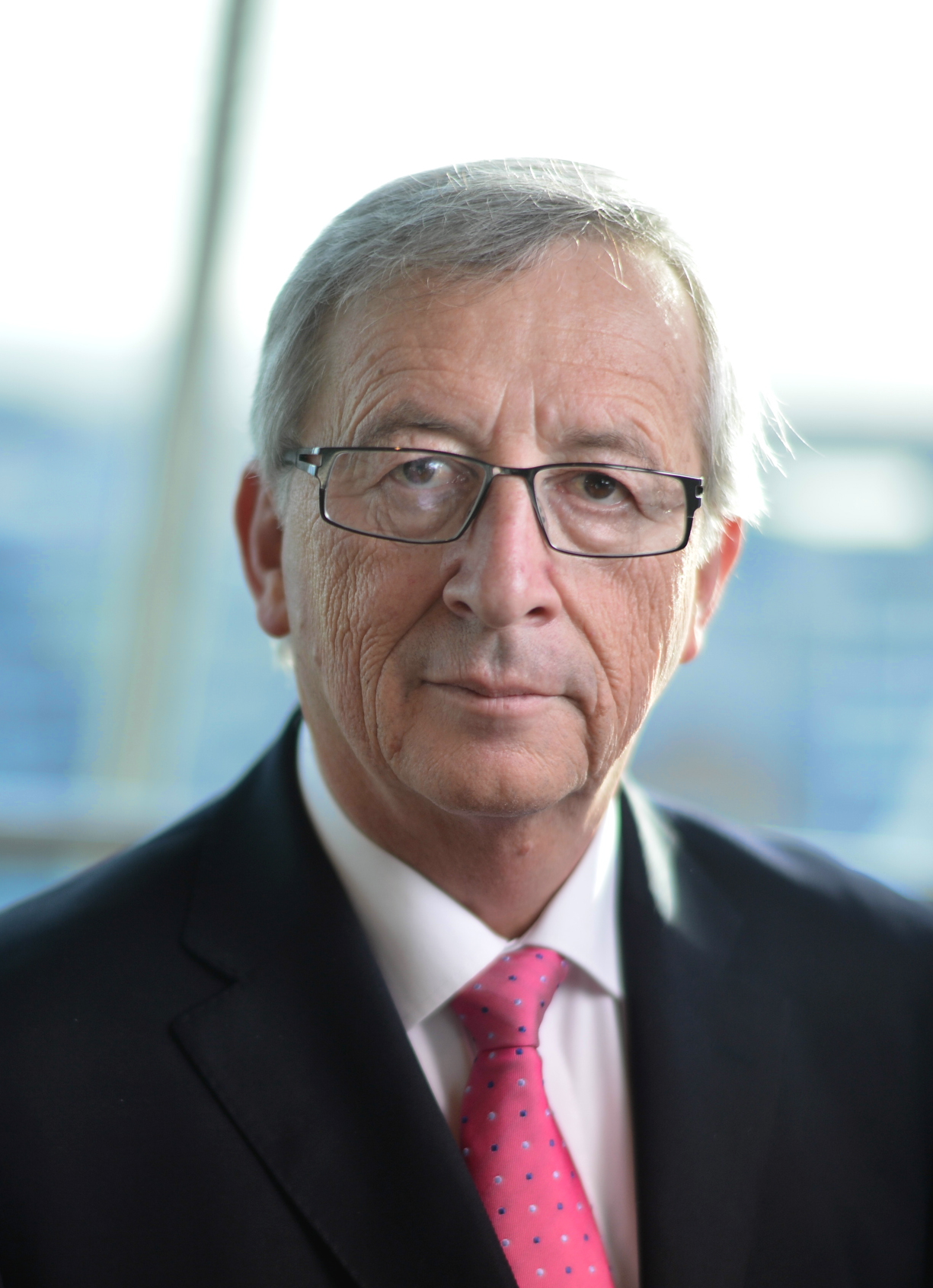
' Jean-Claude Juncker, Presidente de la Comisión Europea

- Alemania
Angela Merkel, Canciller
- Arabia Saudita
Mohamed bin Salmán, Príncipe Heredero
- Argentina
Mauricio Macri, Presidente
- Australia
Scott Morrison, Primer Ministro
- Brasil
Jair Bolsonaro, Presidente
- Canadá
Justin Trudeau, 
Primer Ministro
- China
Xi Jinping, Presidente
- Corea del Sur
Moon Jae-in, Presidente
- Estados Unidos
Donald Trump, Presidente
- Francia
Emmanuel Macron, Presidente
- India
Narendra Modi, Primer Ministro
- Indonesia
Joko Widodo, Presidente
- Italia
Giuseppe Conte, Primer Ministro
- Japón
Shinzō Abe, Primer Ministro
(Anfitrión)
- México
Marcelo Ebrard, Secretario de Relaciones Exteriores
- Reino Unido
Theresa May, Primera  Ministra
- Rusia
Vladimir Putin, Presidente
- Sudáfrica
Cyril Ramaphosa, Presidente
- Turquía
Recep Tayyip Erdoğan, Presidente
- Unión Europea
Donald Tusk, Presidente del Consejo Europeo
- Unión Europea
Jean-Claude Juncker, Presidente de la Comisión Europea

### Invitados

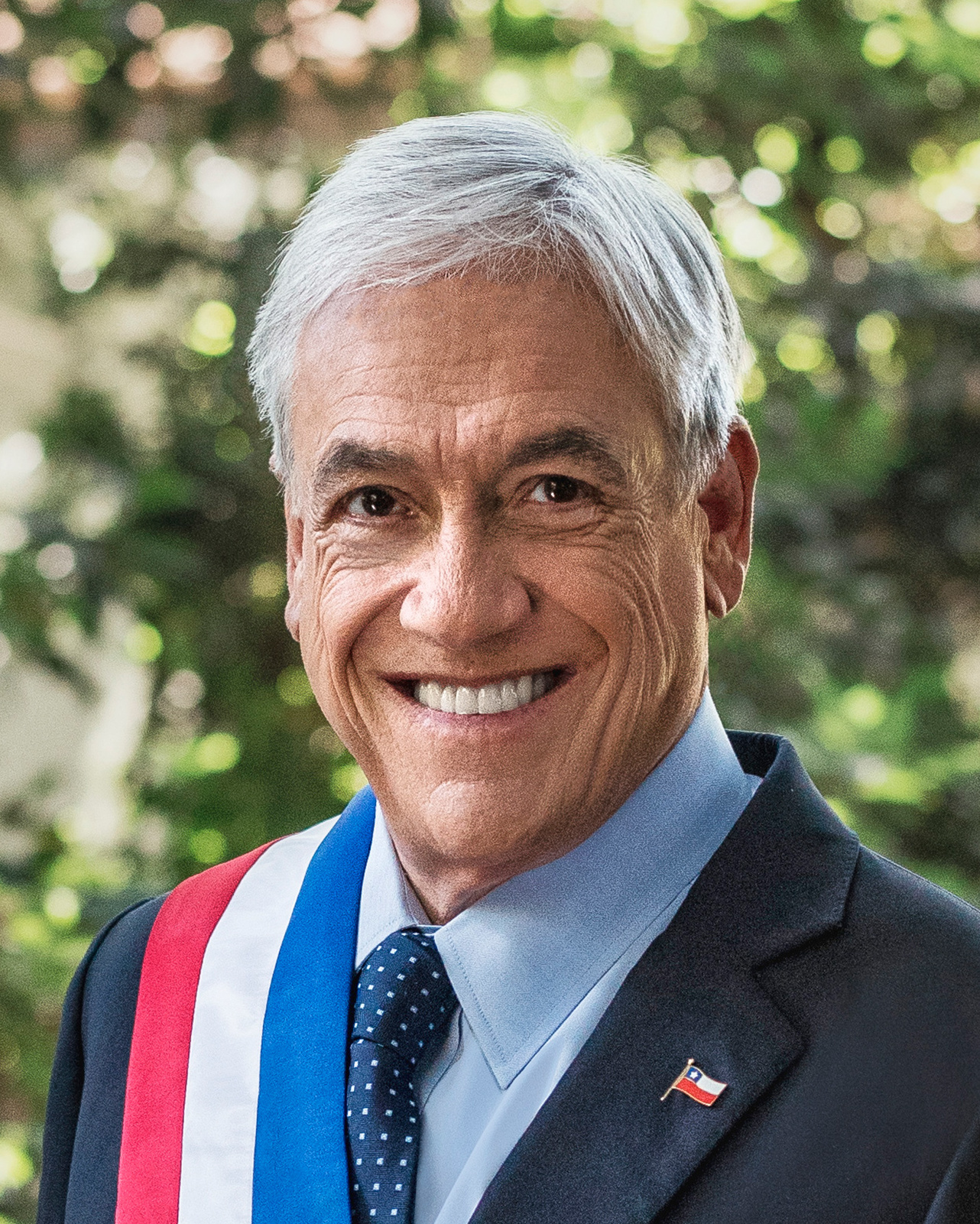
CHL Sebastián Piñera, Presidente, Presidente de la APEC 2019
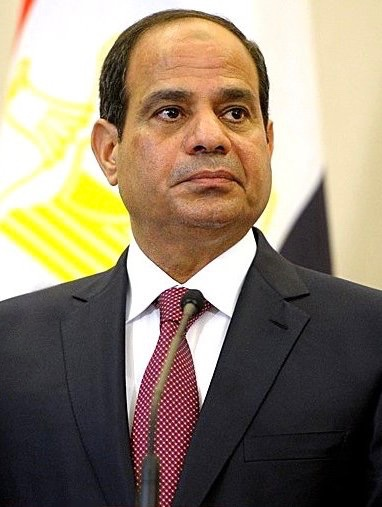
EGY Abdelfatah Al-Sisi, Presidente de Egipto, Presidente de la Unión Africana 2019
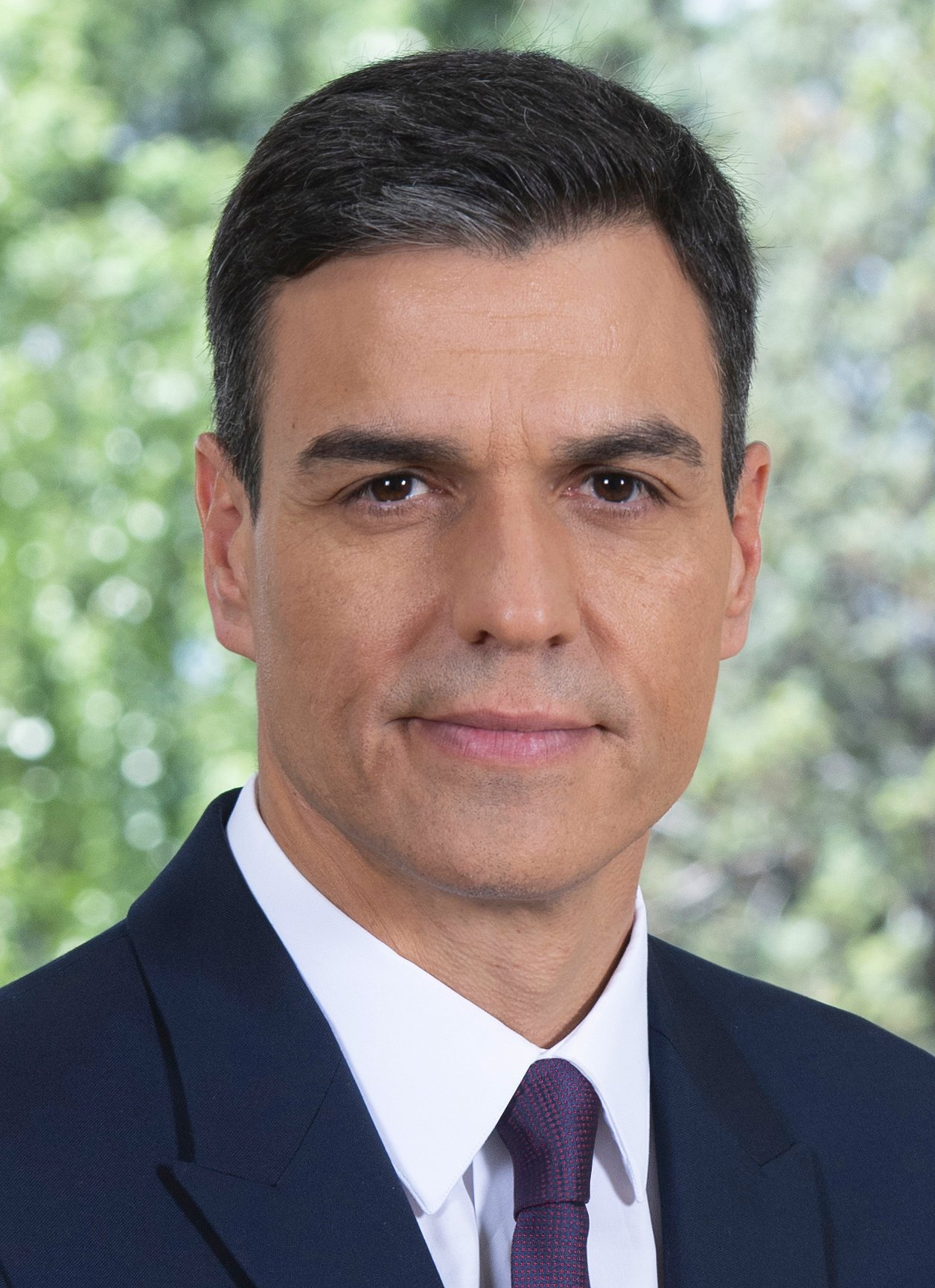
ESP Pedro Sánchez, Presidente, Invitado Permanente
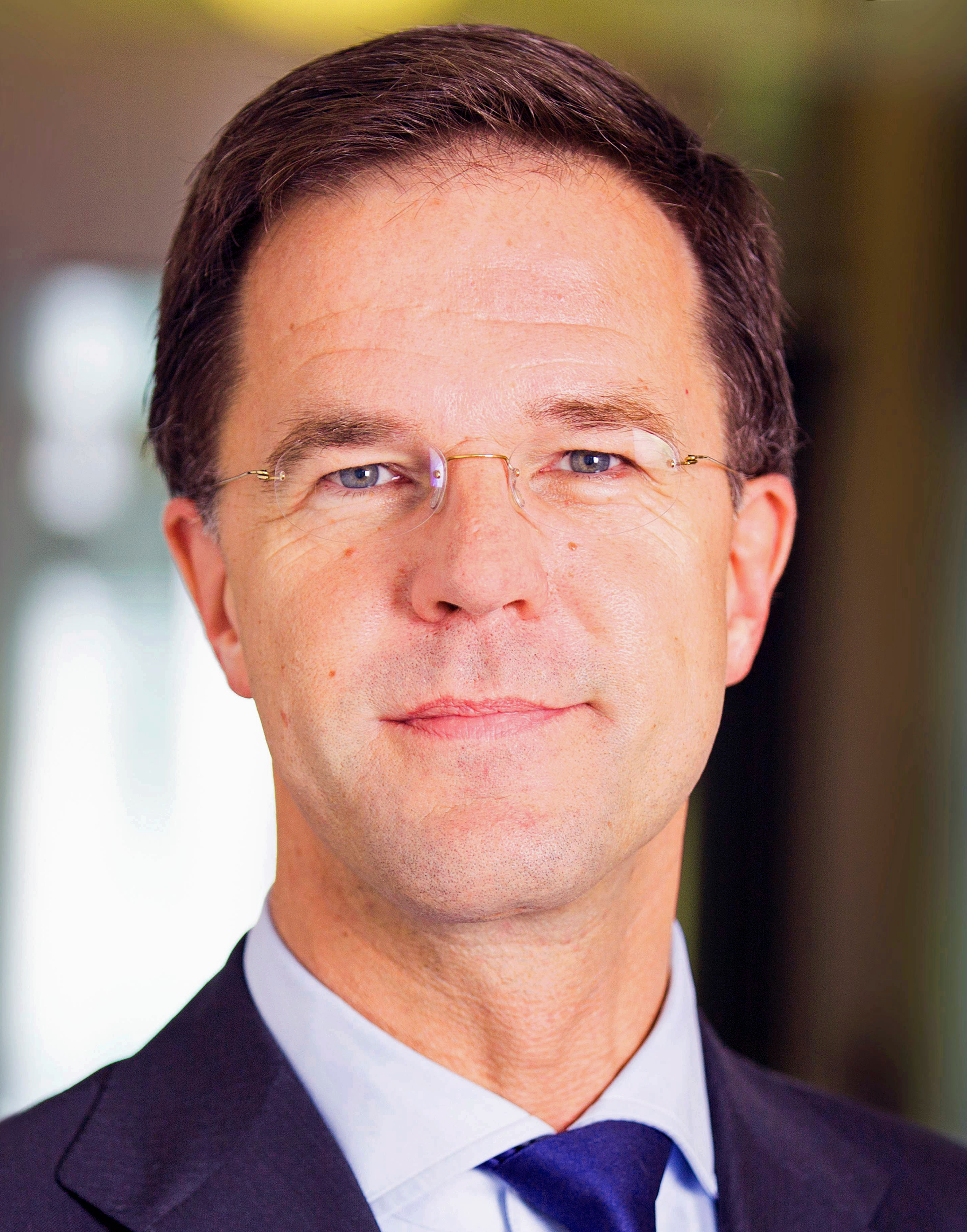
NLD Mark Rutte, Primer Ministro
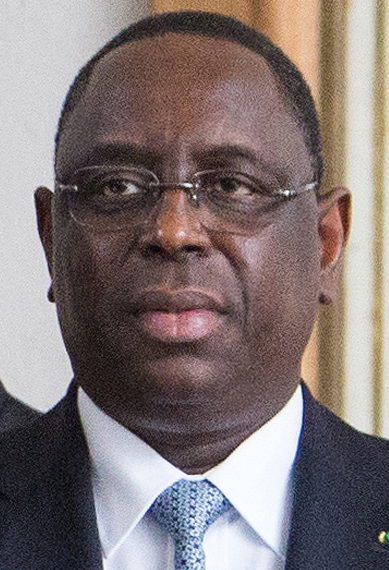
SEN Nueva Asociación para el Desarrollo Económico de África Macky Sall, Presidente de Senegal, Presidente de la NEPAD en 2019
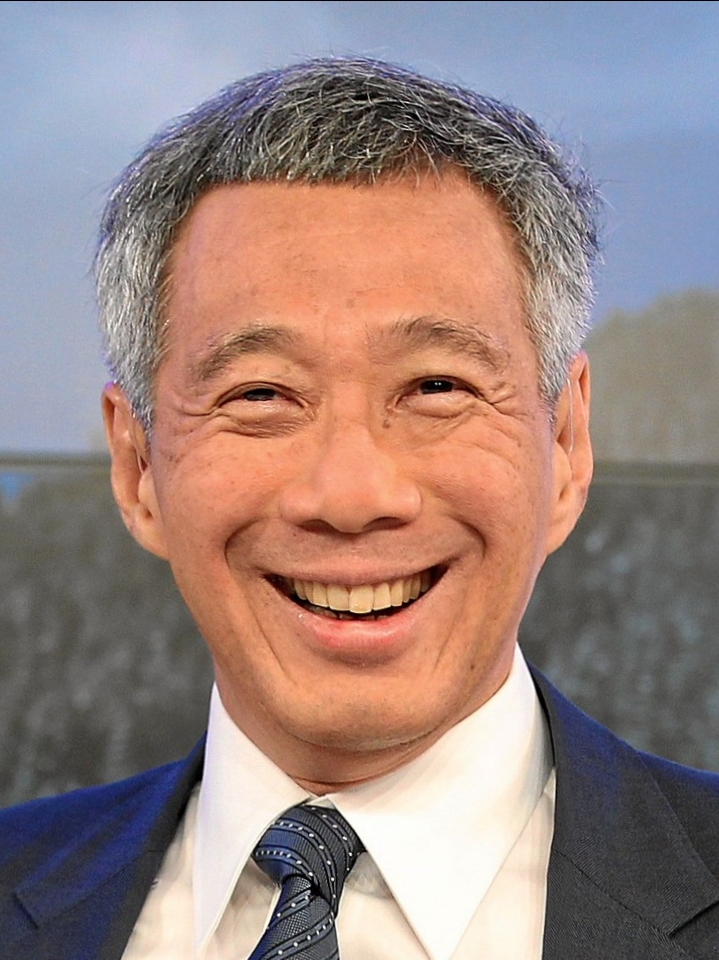
SGP Lee Hsien Loong, Primer Ministro
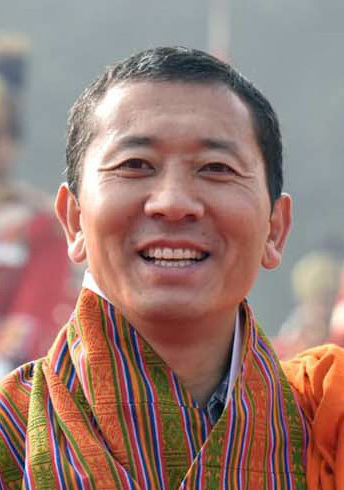
BTN Lotay Tshering, Primer Ministro
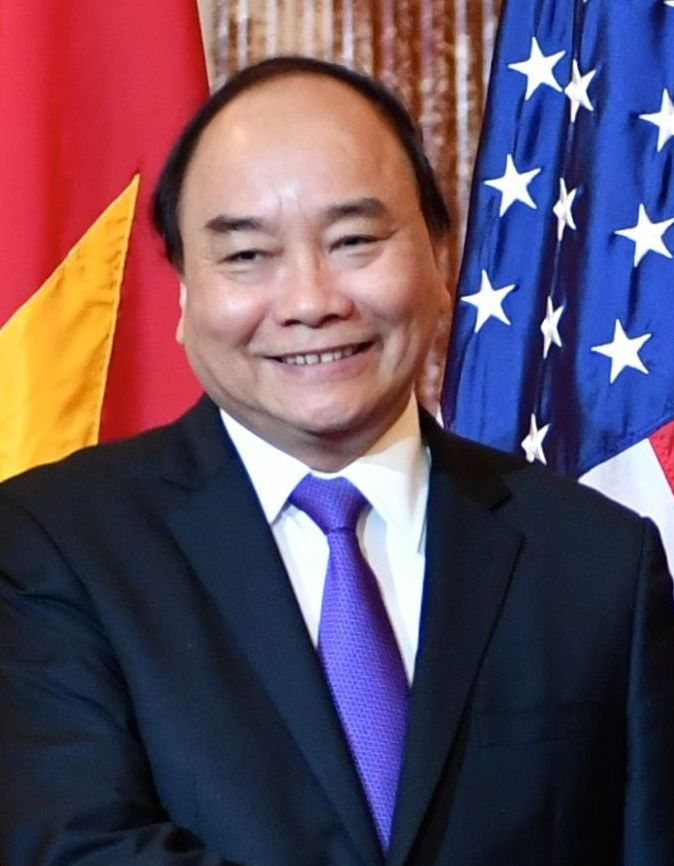
VNM Nguyễn Xuân Phúc, Primer Ministro

- Chile
Sebastián Piñera, Presidente, Presidente de la APEC 2019
- Egipto
Abdelfatah Al-Sisi, Presidente de Egipto, Presidente de la Unión Africana 2019
- España
Pedro Sánchez, Presidente, Invitado Permanente
- Países Bajos
Mark Rutte, Primer Ministro
- Senegal
Nueva Asociación para el Desarrollo Económico de África
Macky Sall, Presidente de Senegal, Presidente de la NEPAD en 2019
- Singapur
Lee Hsien Loong, Primer Ministro
- Bután
Lotay Tshering, Primer Ministro
- Vietnam
Nguyễn Xuân Phúc, Primer Ministro

## Organizaciones internacionales invitadas

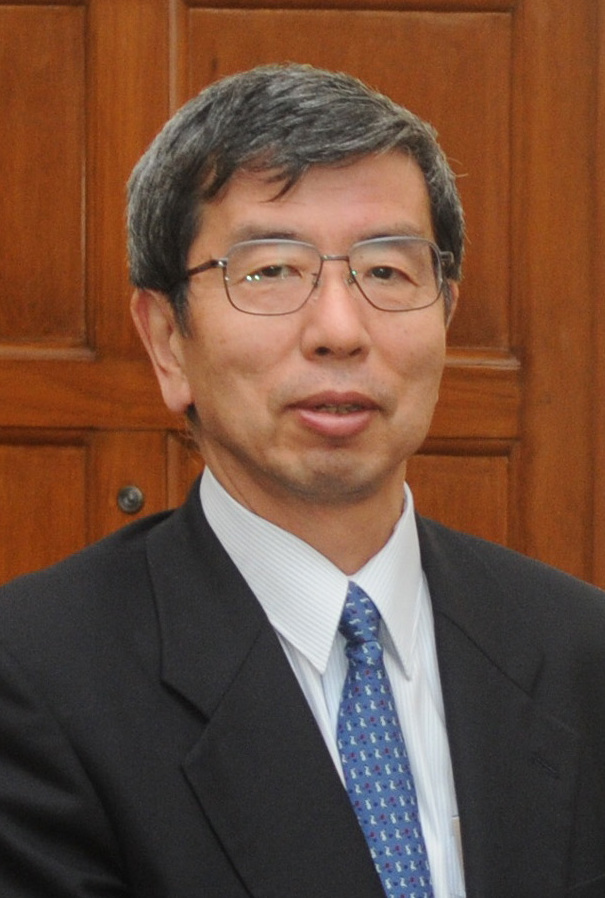
Banco Asiático de Desarrollo Takehiko Nakao, Presidente
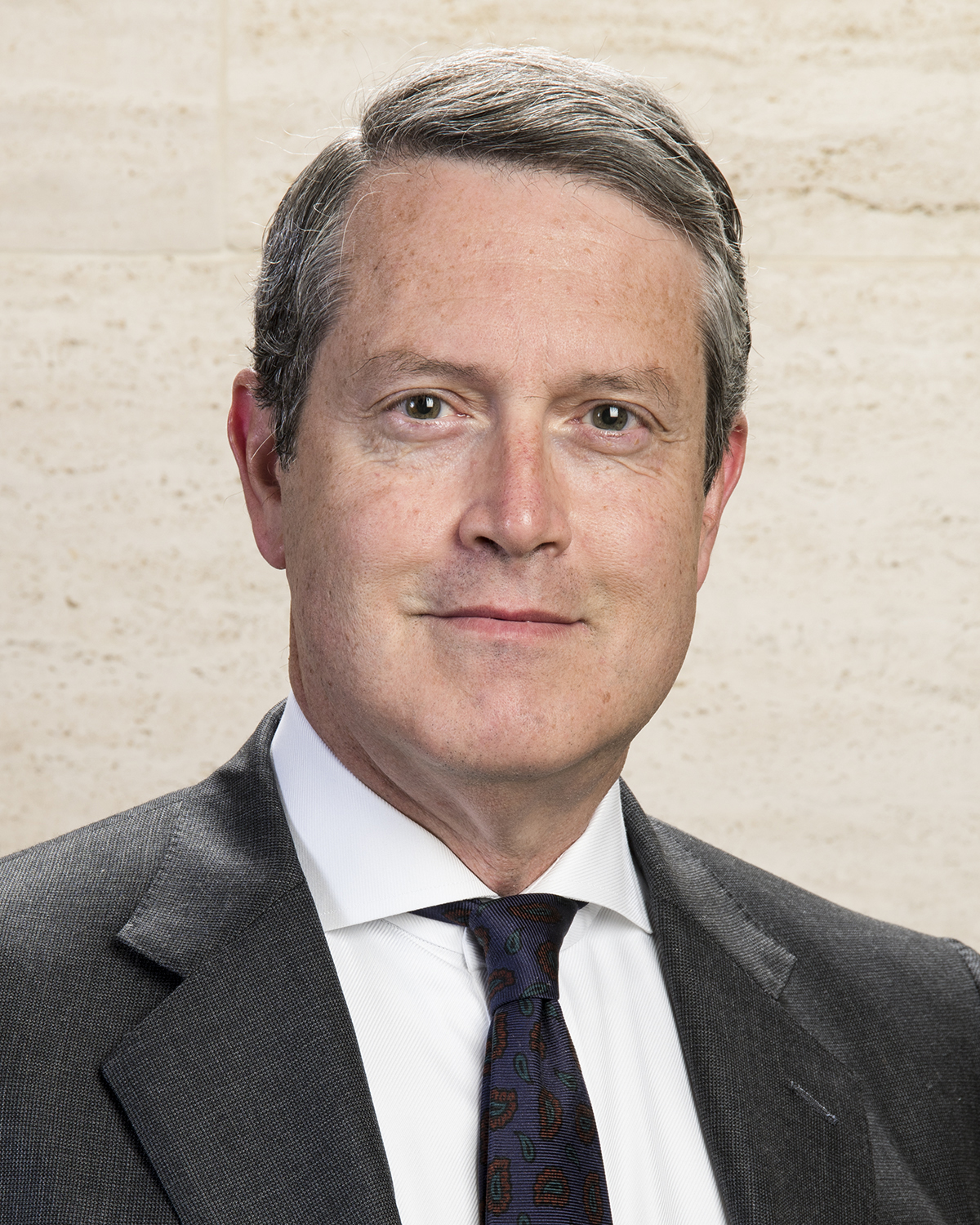
Consejo de Estabilidad Financiera Randal Quarles, Presidente
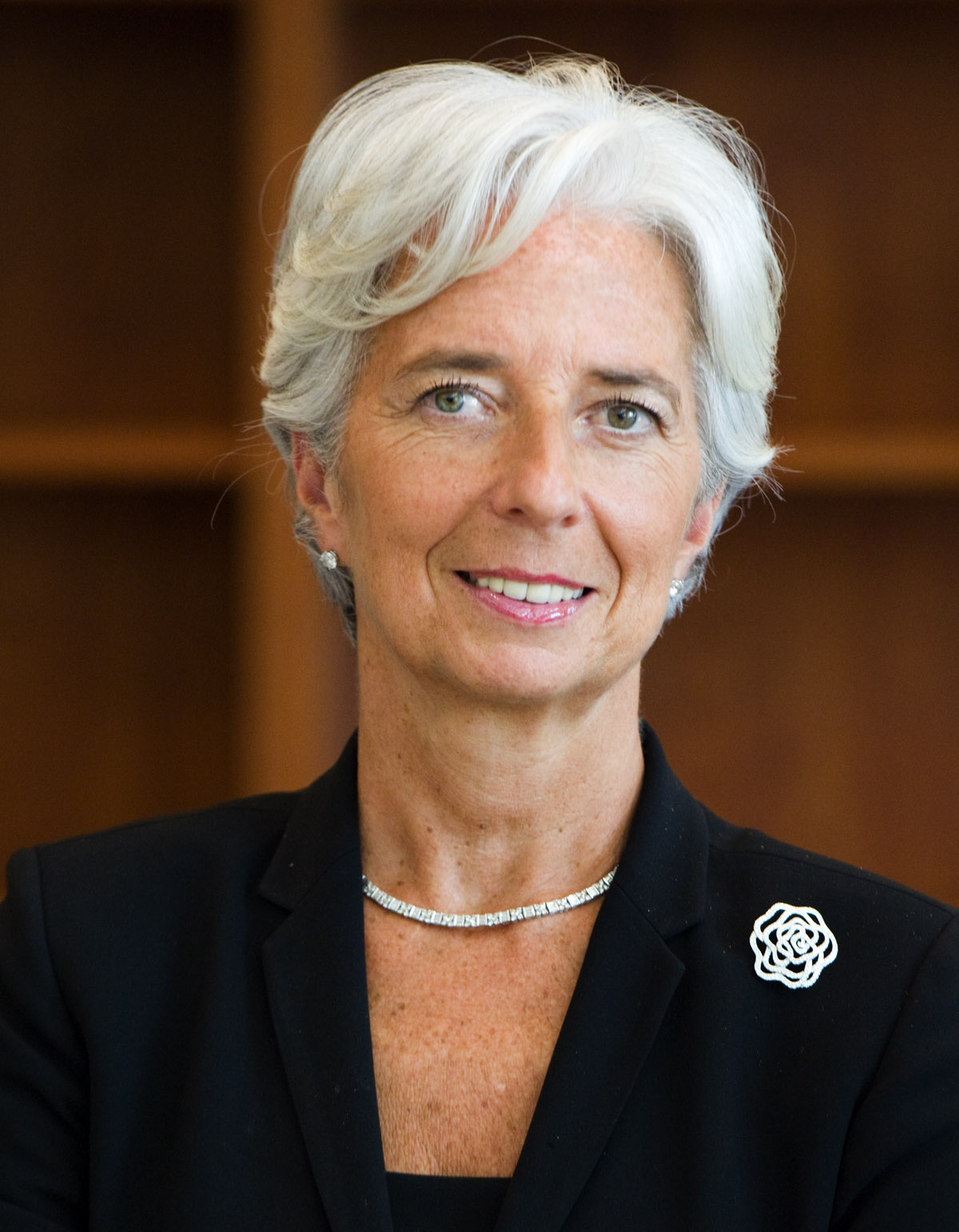
Fondo Monetario Internacional Christine Lagarde, Presidenta
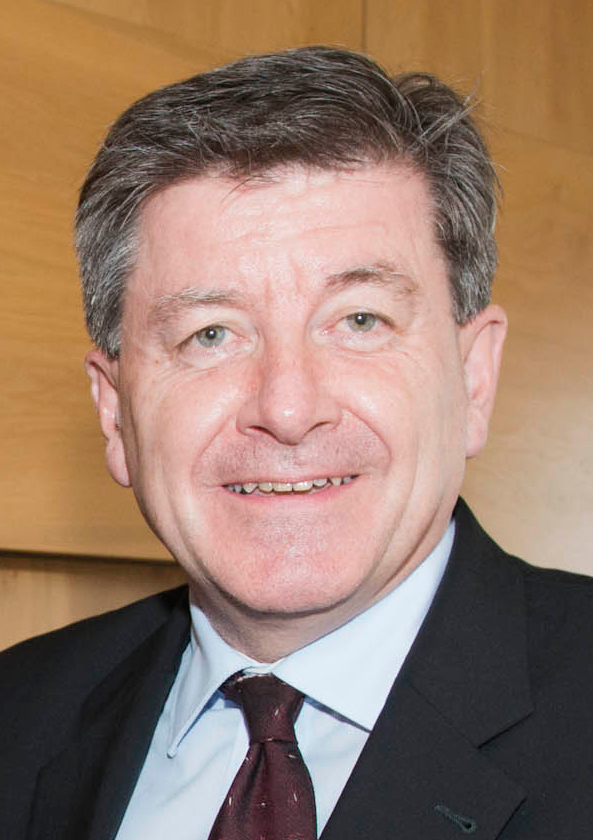
Organización Internacional del Trabajo Guy Ryder, Director General
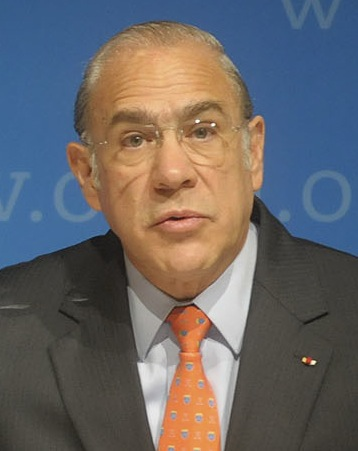
Organización para la Cooperación y el Desarrollo Económicos José Ángel Gurría, Secretario General
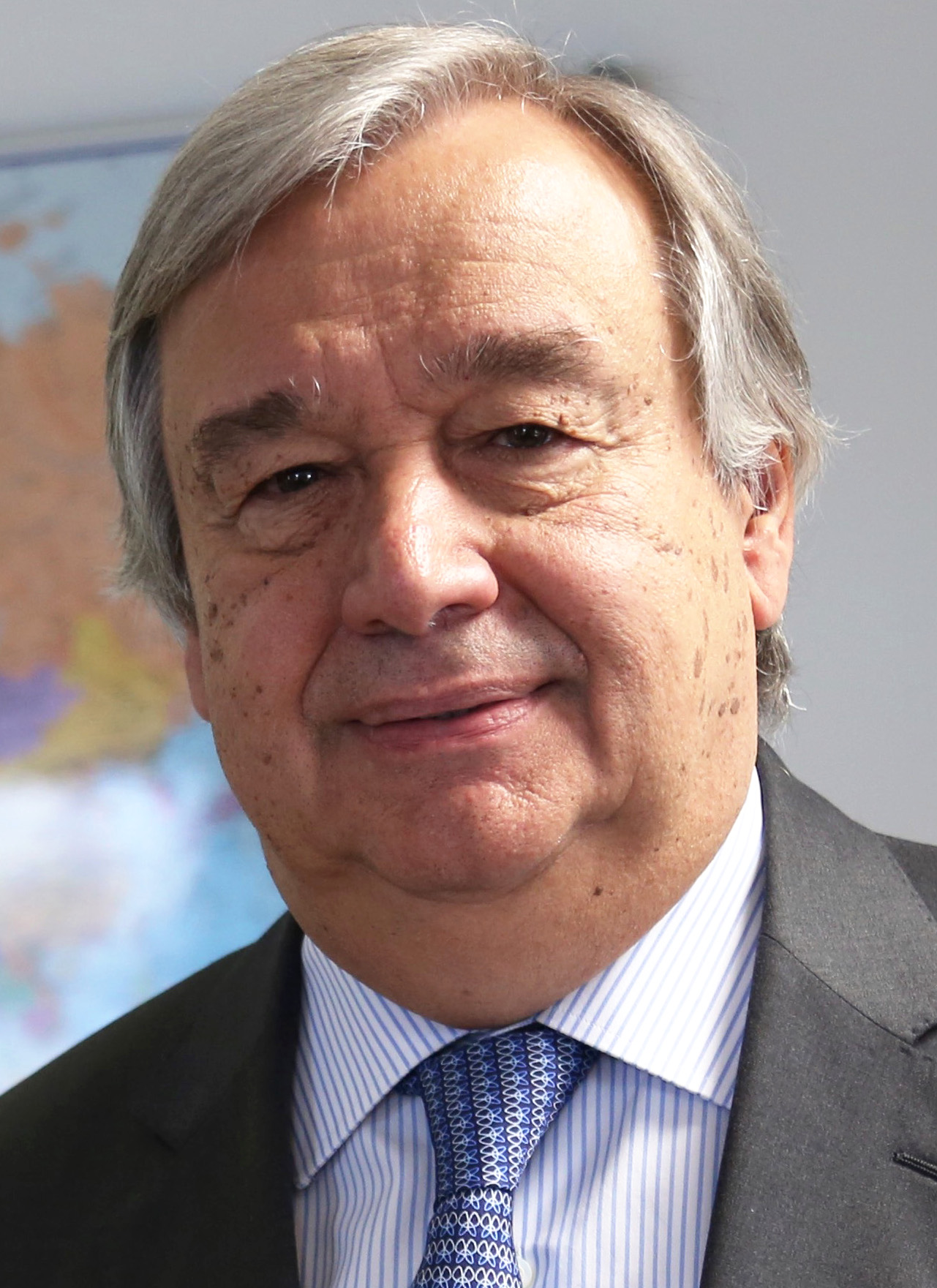
Naciones Unidas António Guterres, Secretario General
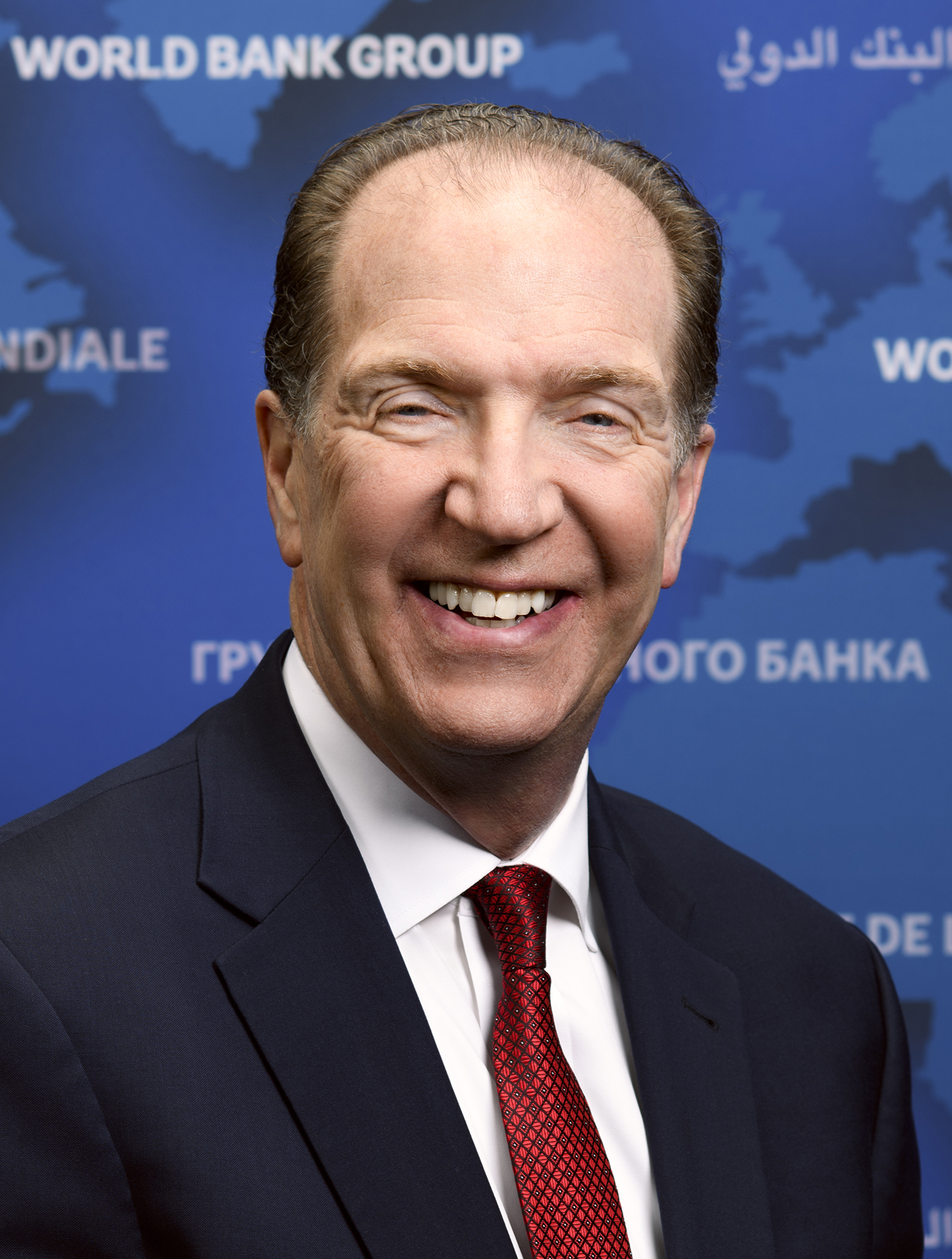
Banco Mundial David Malpass, Presidente
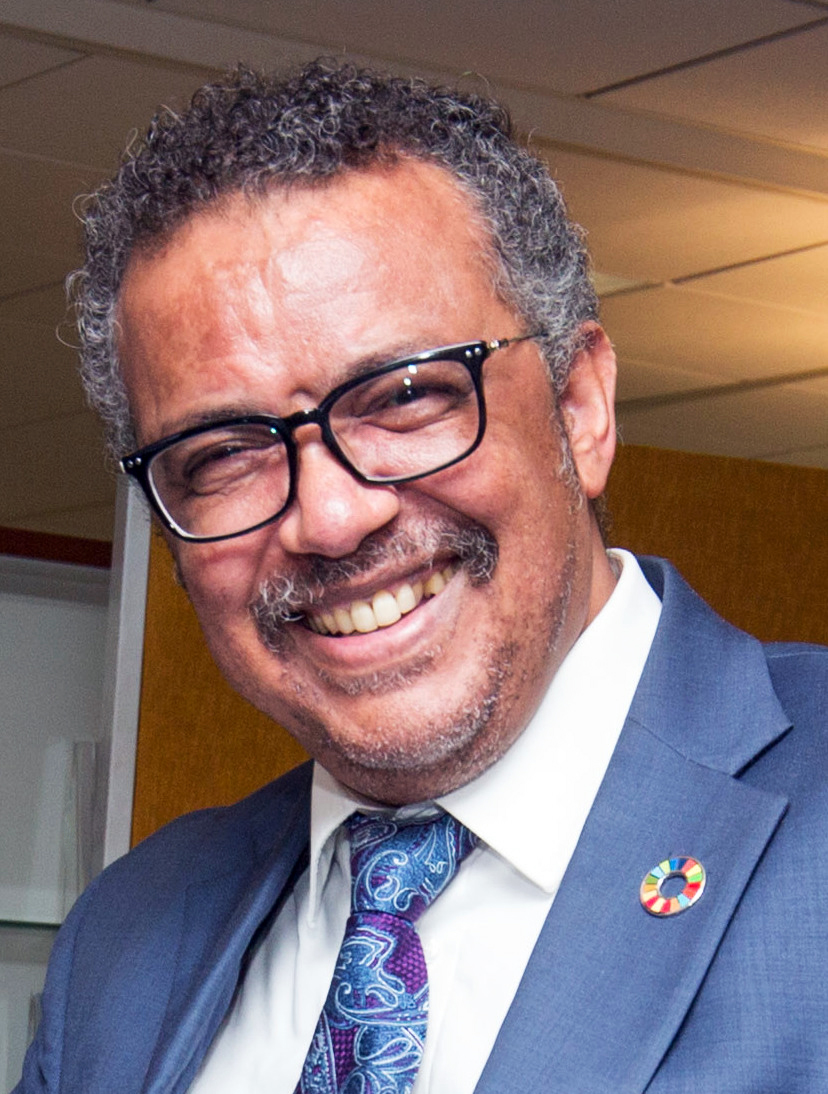
Organización Mundial de la Salud Tedros Adhanom, Director General
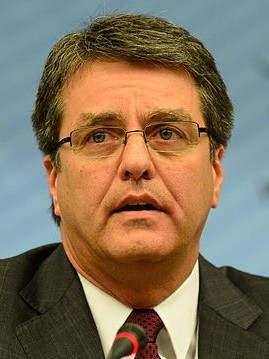
Organización Mundial del Comercio Roberto Azevêdo, Director General